# Кринична Чебанка

Кринична Чебанка (рос. Б. Кринична Чебанка) — річка (балка) в Україні у Снігурівському районі Миколаївської області. Ліва притока річки Веревчини (басейн Дніпра).

## Опис
Довжина річки приблизно 9,74 км, найкоротша відстань між витоком і гирлом — 8,72  км, коефіцієнт звивистості річки — 1,12 . Формується багатьма безіменними струмками та загатами.

## Розташування
Бере початок на південно-західній стороні від села Кобзарці. Тече переважно на південний захід і між селами Новопетрівка та Любимівка впадає у річку Веревчину, праву притоку річки Кошової.

## Цікаві факти
- Біля витоку річки розташований автошлях Т 1508[2] ().
- У XIX столітті на річці існувало багато водяних млинів[1].